# Olceclostera seraphica
Olceclostera seraphica är en fjärilsart som beskrevs av Dyar 1906. Olceclostera seraphica ingår i släktet Olceclostera och familjen silkesspinnare. Inga underarter finns listade i Catalogue of Life.